# Oerstedia nigrimaculata
Oerstedia nigrimaculata är en djurart som tillhör fylumet slemmaskar, och som först beskrevs av Gibson 1988.  Oerstedia nigrimaculata ingår i släktet Oerstedia och familjen Oerstediidae. Inga underarter finns listade i Catalogue of Life.